# Ichneumon spurius
Ichneumon spurius är en stekelart som beskrevs av Wesmael 1848. Ichneumon spurius ingår i släktet Ichneumon och familjen brokparasitsteklar. Arten är reproducerande i Sverige. Inga underarter finns listade i Catalogue of Life.